# 上海交通大学中英国际低碳学院
中英国际低碳学院为上海交通大学的一个学院，成立于2017年5月。是由上海交通大学与英国爱丁堡大学、伦敦大学学院合作成立的学院，位于浦东新区银莲路3号。

## 现状
中英国际低碳学院目前开设环境工程(低碳环境方向)与动力工程(低碳能源方向)两个硕士学位项目，未开设学士学位教育，部分老师来源于机动学院。学院下设六个机构：碳金融与碳管理研究中心、智慧能源与大数据研究中心、新能源与储能研究中心，低碳燃烧与动力系统研究中心，碳捕集利用与贮存研究中心和废弃物资源化研究中心。。

## 学制
中英国际低碳学院的环境工程和动力工程双硕士学位项目整合上海交大与爱丁堡大学的资源，实行“1+1+0.5”的培养模式，项目学制2.5年：
- 达到上海交通大学学位授予要求，通过学位论文答辩的将获得上海交通大学工程硕士学位；
- 达到爱丁堡大学学位授予要求的将授予爱丁堡大学理学硕士学位)

所有学生第一学年都需在上海交通大学学习。第二学年进入爱丁堡大学学习的学生，需在爱丁堡大学修满授予理学学位所需的学分；其他的学生继续在上海交大学习。第2.5学年需撰写上海交大毕业所需的学位论文，答辩通过后获得相应的工程硕士学位证书。